# Exoprosopa luteicincta
Exoprosopa luteicincta är en tvåvingeart som beskrevs av Hesse 1956. Exoprosopa luteicincta ingår i släktet Exoprosopa och familjen svävflugor.
Artens utbredningsområde är Moçambique. Inga underarter finns listade i Catalogue of Life.